# Port de New York
Le port de New York, en anglais New York Harbor, est l'ensemble des rivières, baies, et estuaires situés à proximité de l'embouchure de l'Hudson River, et donc au voisinage de la ville de New York. Ce terme peut aussi principalement désigner la baie de New York et ses deux parties : la Upper Bay et la Lower Bay, parfois respectivement désignés par les termes Upper Harbor et Lower Harbor.
Il est aussi de temps en temps appelé Port of New York and New Jersey (« ports de New York et du New Jersey ») étant donné que la zone marque la frontière entre les États voisins de New York et du New Jersey.
Outre les littoraux de Manhattan, de Brooklyn et de Staten Island qui constituent trois des cinq arrondissements de la ville de New York, le port regroupe ainsi au sens large les différentes villes côtières du New Jersey situées à l'embouchure de l'Hudson, comme Jersey City, Hoboken ou encore Bayonne. 
L'ensemble des infrastructures portuaires, ainsi que celles liées au transport non maritime, parmi lesquelles les ponts, les tunnels, et les transports publics (bus, train et métro), sont administrés par la Port Authority of New York and New Jersey.

## Histoire

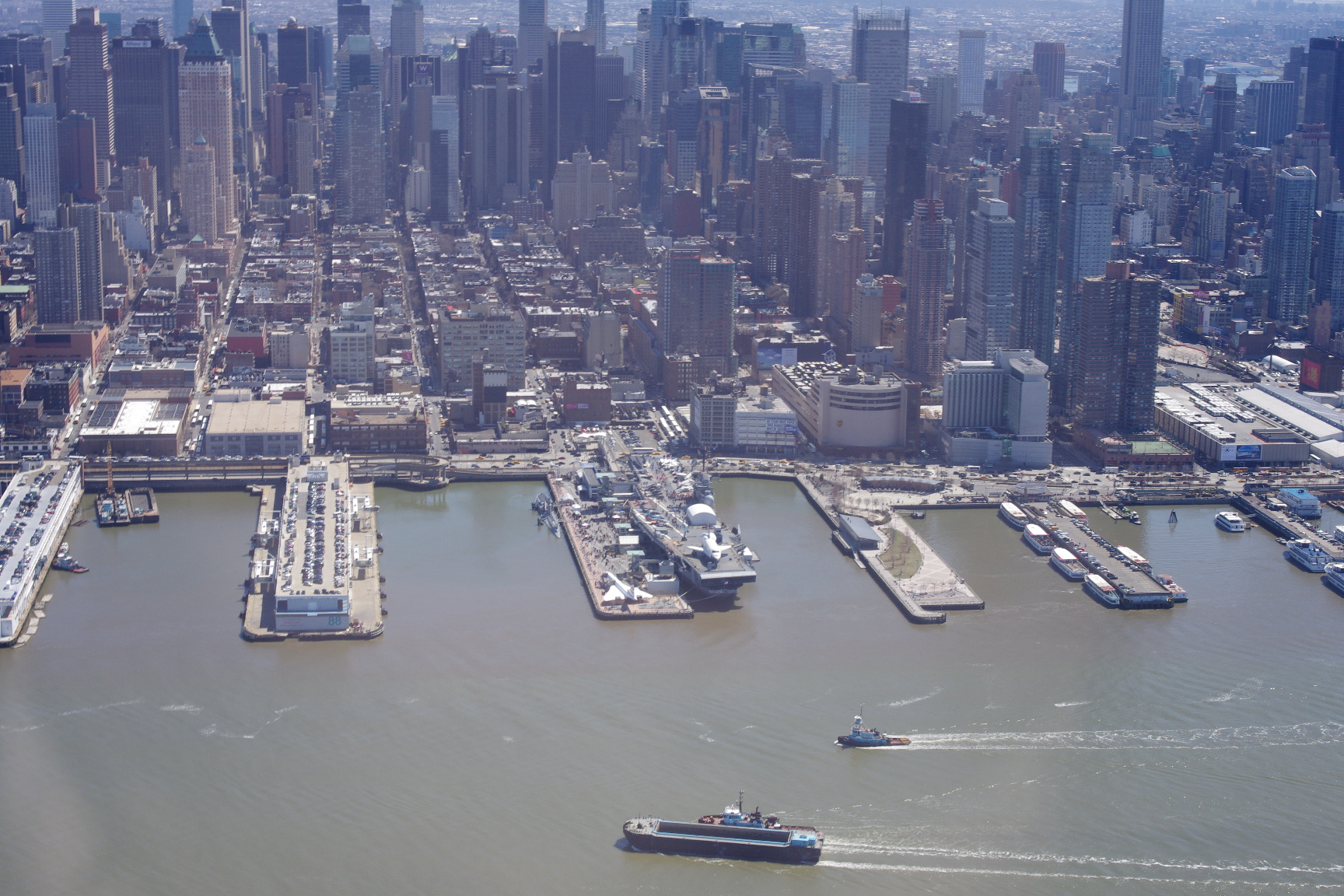
Manhattan cruise Terminal en 2013- de gauche à droite quais 90, 88 et 86

C'est missionné par le roi de France François Ier, que Giovanni da Verrazzano fit en 1524 la découverte de la baie de New York. Il lui donna le nom de « Nouvelle-Angoulème » car le roi était également comte d'Angoulême.
Cette dernière ne tarde pas à se faire adopter par les marchands et voyageurs du monde. Dans la deuxième moitié du XIXe siècle, le port se développe de telle sorte que le transport de voyageurs par paquebots passant par New York continue à croître au siècle suivant et atteint environ un million de personnes entre juin 1927 et juin 1928.  
Le port connut un déclin relatif après la Seconde Guerre mondiale en raison de l'essor de la façade Pacifique pour le commerce et de la concurrence du transport aérien pour les voyageurs. Au début des années 1960, il perd son rang de première place portuaire du monde au profit de Rotterdam. 
Historiquement, les installations portuaires se situaient dans le sud de Manhattan, à South Street Seaport. Il ne reste aujourd'hui qu'une activité résiduelle à Brooklyn (quartier de Red hook) et au Howland Hook Marine Terminal de Staten Island. Depuis les années 1950, le transit marchandises (notamment des conteneurs) s'est déplacé vers le port Newark-Elizabeth Marine Terminal à Newark dans le New Jersey, au nord de Staten Island (15e rang mondial).
Subdivisions : Upper New York Bay, Lower New York Bay, The Narrows, Harlem River, East River, Kill Van Kull, Newark Bay.

## Installations portuaires
Les deux principaux terminaux pour navires à passagers du Port de New York sont le "Manhattan Cruise Terminal" constitué des quais 88 et 90 et le "Brooklyn Cruise Terminal".

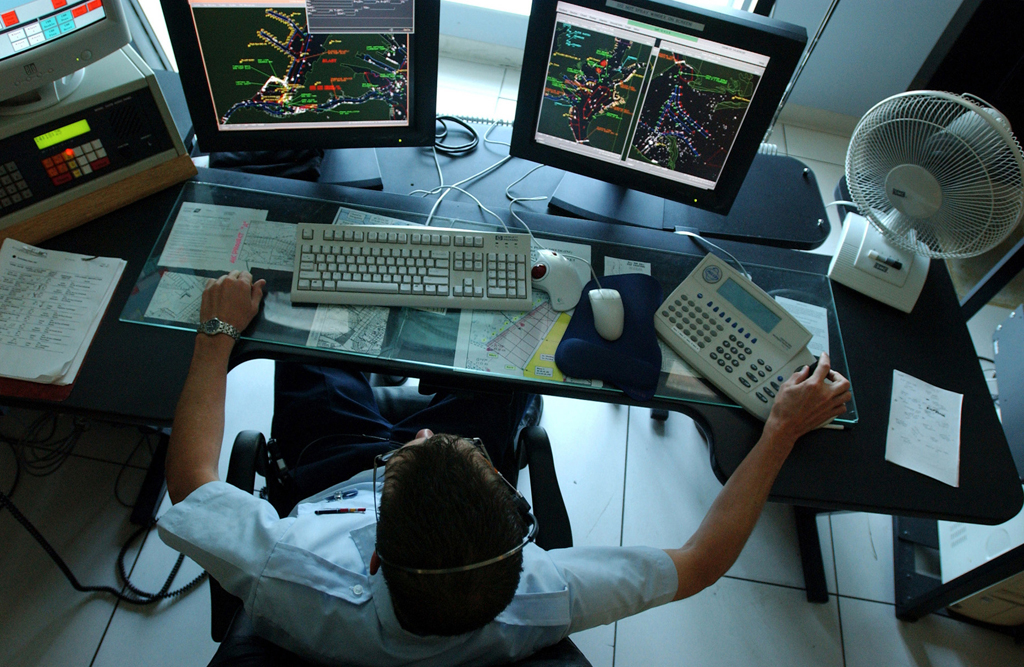
Supervision du trafic maritime dans le port de New York.